# Alveusul hipocampului
Alveusul hipocampului (Alveus hippocampi) este un strat subțire de substanță albă care acoperă suprafața superioară convexă (suprafața ventriculară) a hipocampului. Fibrele alveusului își au originea în cortexul hipocampului și se îndreaptă spre marginea medială a hipocampului unde converg pentru a forma o fâșie îngustă de substanță albă numită fimbria hipocampului (Fimbria hippocampi). Acoperit cu ependim, alveusul este adiacent la cornul temporal (inferior) al ventriculului lateral.